# Тюрьма ООН в Гааге
Тюрьма ООН в Гааге — пенитенциарное заведение для заключённых, обвиняемых в международных преступлениях. Находится в Гааге, в районах Схевенинген и Зутермер. Основана в 1994 году. Рассчитана на 84 человека.
В настоящее время в тюрьме содержится 51 заключённый из 15 стран мира.
Условия содержания в тюрьме контролируются Международным Красным крестом. Заключённые содержатся без разделения по религиозным и этническим признакам.
Первым задержанным, помещённым в специальную тюрьму в 1995 году, был Душко Тадич, обвиняемый Международным трибуналом по бывшей Югославии. 
11 марта 2006 года в этой тюрьме умер бывший президент Сербии Слободан Милошевич.

## Трибунал по Югославии
Массовые зверства, совершённые сначала в Хорватии, а затем в Боснии и Герцеговине, побудили международное сообщество к действиям. Уже в сентябре 1991 года Организация Объединённых Наций обратила внимание на ситуацию и призвала стороны конфликта соблюдать нормы международного права. Тысячи людей были ранены и убиты, сотни тысяч стали перемещёнными лицами. 25 мая 1993 года Совет Безопасности ООН принял резолюцию 827, официально учредив Международный уголовный трибунал по бывшей Югославии, известный как МТБЮ. Это был первый суд по военным преступлениям, учреждённый ООН, и первый международный военный трибунал со времён Нюрнбергского и Токийского трибуналов.
Подразделение МТБЮ реализует комплексную программу содержания под стражей, включающую плотный распорядок дня с пребыванием на свежем воздухе, физической активностью, медицинской помощью, трудотерапией, духовной поддержкой, условиями, благоприятными для подготовки защиты, доступом к IT-ресурсам и обучению, а также посещениями, досуговыми и спортивными мероприятиями. Заключённые также имеют доступ к спутниковому телевидению и прессе со своей родины.
Медицинское учреждение в этом подразделении укомплектовано врачом и помощником. Оно предназначено для предоставления базовой медицинской помощи и экстренных услуг. Это особенно важно, учитывая, что средний возраст заключённых довольно высок, а многие из них прибывают в ООНПС с различными проблемами со здоровьем. По состоянию на 11 мая 2012 года средний возраст заключённых составлял 59,6 лет. Высокий уровень медицинского обслуживания приводит к улучшению состояния здоровья у многих заключённых в период их нахождения под стражей. Подразделение регулярно подвергается независимым проверкам со стороны внешних организаций, таких как Международный комитет Красного Креста.
Первым человеком, размещённым в этом подразделении, был Душко Тадич в апреле 1995 года. С тех пор в нём содержались более 180 человек на различные сроки: 141 из них были обвиняемыми в военных преступлениях по линии МТБЮ, 36 — задержанными свидетелями, и 13 — обвиняемыми или осуждёнными за неуважение к суду. Среди них были Слободан Милошевич, найденный мёртвым в своей камере 11 марта 2006 года, и Радован Караджич. В настоящее время подразделение рассчитано на содержание до 52 заключённых, каждый из которых имеет полный доступ ко всем ресурсам.
Осуждённые югославские военные преступники не отбывают наказание в ООНПС, а переводятся для отбывания наказания в тюрьмы за пределами Нидерландов.

## Международный уголовный суд
С июня 2006 года ООНПС в Гааге также служит местом заключения для Международного уголовного суда (МУС). МУС начал функционировать в 2002 году и обладает юрисдикцией в отношении лиц, обвиняемых в совершении международных преступлений — геноцид, преступления против человечности и военные преступления. В ООНПС содержатся как подозреваемые на время судебных процессов, так и осуждённые, отбывающие тюремное заключение. Подсудимые МУС и МТБЮ находятся в одном учреждении и используют некоторые общие помещения, например, тренажёрный зал, но не имеют между собой контакта.
Регистратор МУС отвечает за управление центром содержания под стражей МУС. Правила содержания под стражей изложены в главе 6 Регламента Суда и в главе 5 Регламента регистратора. Международный комитет Красного Креста (МККК) имеет неограниченный доступ к центру содержания под стражей МУС.
Каждому заключённому предоставляется собственный туалет и место для умывания. Также предоставляется доступ к небольшому тренажёрному залу и занятия с инструктором по физической подготовке. Заключённым предоставляется питание, но они также могут готовить самостоятельно, покупать продукты в тюремном магазине и заказывать ингредиенты. У каждого заключённого в камере есть персональный компьютер, на котором он может просматривать материалы, относящиеся к его делу. При необходимости предоставляется обучение работе с компьютером, а также курсы иностранных языков.
Заключённым разрешено конфиденциально общаться со своими адвокатами и дипломатическими представителями своих стран. Им также разрешены визиты членов семьи, супругов и партнёров, а также духовных наставников.
Бывший президент Либерии Чарльз Тейлор, проходивший судебный процесс в Специальном суде по Сьерра-Леоне, содержался в этой тюрьме. Среди других заключённых центра содержания МУС были Томас Лубанга Дийило, Жермен Каттанга, Жан-Пьер Бемба, Лоран Гбагбо, Боско Нтаганда, Шарль Бле Гуде, Доминик Онгвен, Ахмад аль-Факи аль-Махди, Родриго Дутерте и другие.